# Helmut Eberspächer
Helmut Eberspächer (18 de Novembro 1915 - 19 de Junho 2011) foi um empresário alemão e presidente da Eberspächer. Durante a Segunda Guerra Mundial, ele serviu na Luftwaffe como piloto de caça. Um ás voador, ele foi agraciado com a Cruz de Cavaleiro da Cruz de Ferro, o maior prêmio das forças militares e paramilitares da Alemanha nazista durante a Segunda Guerra Mundial. Ele foi creditado com 7 vitórias, cada uma resultando na destruição de uma aeronave inimiga.
Em 1950, ele e seu primo Walter assumiram a empresa da família, a Eberspächer GmbH. Ele dirigiu o negócio como presidente até 1988 e permaneceu como presidente honorário até 2005. Ele também atuou no conselho da Confederação das Associações de Empregadores Alemães (BDA) e da Associação Alemã da Indústria Automotiva. Sob sua liderança, Eberspächer se tornou um dos principais fornecedores da indústria automobilística na Alemanha, com aproximadamente 5 600 funcionários em todo o mundo e 1,9 bilhões de euros em vendas em 2010.

## Carreira militar
Eberspächer nasceu em 18 de novembro de 1915 em Tübingen, na época parte do Reino de Württemberg, um estado federado do Império Alemão. Em 1934, ele se ofereceu para o serviço militar no Reichswehr e serviu em um batalhão de reconhecimento blindado. Paralelamente ao serviço militar, estudou engenharia mecânica na Universidade de Stuttgart. Após sua graduação em 1939, ele foi transferido para a Luftwaffe. De julho de 1940 a janeiro de 1943 serviu com o 7 (Fernaufklärungs) Staffel de Lehrgeschwader 2 (7º Esquadrão de Reconhecimento de Longo Alcance da 2ª Asa de Demonstração) nas Frentes Oeste e Leste. Ele então se converteu a um papel de ataque ao solo e, a partir de março de 1943, serviu no Schnellkampfgeschwader 10 (SKG 10–10th Fast Bomber Wing), voando em missões de caça-bombardeiro sobre o sul da Inglaterra e operações anti-marítimas no Canal da Mancha. Ele foi promovido ao posto de Hauptmann (capitão) em 1 de maio de 1944 e nomeado Staffelkapitän (líder do esquadrão) no I./SKG 10 de Kurt Dahlmann (1º Grupo).
No início do Dia D, 6 de junho de 1944, Eberspächer liderou quatro Focke-Wulf Fw 190s de 3./SKG 10 (3º Esquadrão de SKG 10) sobre a Normandia. Às 05h01 eles interceptaram uma formação de Avro Lancasters da Força Aérea Real. Três foram declarados abatidos por Eberspächer, um deles sendo Lancaster ND739 do No. 97 Squadron RAF, pilotado pelo comandante do esquadrão, W/C Jimmie Carter. Os destroços do ND739 foi localizado e escavado em 2012. Uma variedade de itens foi recuperada, incluindo a aliança de casamento pertencente ao membro da tripulação Albert Chambers.
Eberspächer recebeu a Cruz Alemã em Ouro (Deutsches Kreuz) em 23 de julho de 1944 e a Cruz de Cavaleiro da Cruz de Ferro ( Ritterkreuz des Eisernen Kreuzes) em 24 de janeiro de 1945, após 170 Jabo (abreviatura alemã para Jagdbomber - caça-bombardeiro) missões sobre a Frente Ocidental. Ele voou missões durante a Batalha de Bulge e contra a ponte Remagen e a cabeça de ponte estabelecida do Exército dos EUA. Sua unidade, I./SKG 10 (1º Grupo de SKG 10), foi atribuída a Kampfgeschwader 51 como III. Gruppe (3° Grupo) em 30 de junho de 1944. Seu esquadrão foi então redesignado como o 3. Staffel / Nachtschlachtgruppe 20 noite assédio esquadrão do ataque em outubro de 1944. Ele sobreviveu à guerra e foi creditado com um total de sete vitórias aéreas, incluindo três à noite.

## Vida posterior e carreira de negócios
Após a guerra, Eberspächer juntou-se à empresa familiar, que foi fundada por seu avô, Jakob Eberspächer, em 1865 como uma oficina de encanador que era conhecida como "Glasdachfabrik-Eberspächer" (Eberspächer Roof-Glazing). Ele sucedeu Hanns-Martin Schleyer em 1978 como presidente da Landesvereinigung Baden-Württembergischer Arbeitgeberverbände (Federação Estadual das Associações de Empregadores de Baden-Württemberg) depois que Schleyer foi sequestrado e assassinado pela Facção do Exército Vermelho em 18 de outubro de 1977. Eberspächer também apoiou a Internationale Bachakad Stuttgart.
Em julho de 1989, na sequência do caso Flick, Eberspächer foi multado em 140 000 marcos alemães por evasão fiscal. Ele transferiu e doou mais de 300 000 marcos alemães para as contas dos partidos políticos União Democrática Cristã e Partido Democrático Livre por meio da "Gesellschaft zur Förderung der Wirtschaft Baden-Württemberg" (a Sociedade para o Avanço da Economia em Baden-Württemberg) entre 1972 e 1981
Ele morreu em 19 de junho de 2011 em Esslingen am Neckar. A família Eberspächer é herdeira de seu negócio e está classificada como 264º entre os 500 alemães mais ricos em 2013, com ativos líquidos de 450 milhões de euros, um aumento de 100 milhões de euros em 2012.

## Resumo da carreira
Matthews e Foreman, autores de Luftwaffe Aces - Biografias e reivindicações de vitória, pesquisaram os arquivos federais alemães e afirmaram que Ebersbächer conquistou sete vitórias aéreas, incluindo três à noite.